# Bouygues Télécom (wielerploeg)/2007
Deze pagina geeft een overzicht van de wielerploeg Bouygues Telecom in 2007.
| Naam                      | Geboortedatum | Nationaliteit | Ploeg 2006      |
| ------------------------- | ------------- | ------------- | --------------- |
| Julien Belgy              | 06-05-1983    | Frankrijk     | beloften        |
| Giovanni Bernaudeau       | 25-08-1983    | Frankrijk     |                 |
| Olivier Bonnaire          | 02-03-1983    | Frankrijk     |                 |
| Franck Bouyer (tot 18-05) | 17-03-1974    | Frankrijk     |                 |
| Laurent Brochard          | 26-03-1968    | Frankrijk     |                 |
| Dimitri Champion          | 06-09-1983    | Frankrijk     | beloften        |
| Mathieu Claude            | 17-03-1983    | Frankrijk     |                 |
| Stef Clement              | 24-09-1982    | Nederland     |                 |
| Aurélien Clerc            | 26-08-1979    | Zwitserland   | Phonak          |
| Nicolas Crosbie           | 02-04-1980    | Frankrijk     | Agritubel       |
| Pierre Drancourt          | 10-05-1982    | Frankrijk     |                 |
| Pierrick Fédrigo          | 30-11-1978    | Frankrijk     |                 |
| Andy Flickinger           | 04-11-1978    | Frankrijk     |                 |
| Xavier Florencio          | 26-12-1979    | Spanje        |                 |
| Yohann Gène               | 25-06-1981    | Frankrijk     |                 |
| Anthony Geslin            | 09-06-1980    | Frankrijk     |                 |
| Saïd Haddou               | 23-11-1982    | Frankrijk     | Auber 93        |
| Vincent Jérôme            | 26-11-1984    | Frankrijk     |                 |
| Arnaud Labbe              | 03-11-1976    | Frankrijk     |                 |
| Yoann Le Boulanger        | 04-11-1975    | Frankrijk     |                 |
| Laurent Lefèvre           | 02-07-1976    | Frankrijk     |                 |
| Rony Martias              | 04-08-1980    | Frankrijk     |                 |
| Alexandre Pichot          | 06-01-1983    | Frankrijk     |                 |
| Jérôme Pineau             | 02-01-1980    | Frankrijk     |                 |
| Erki Pütsep               | 25-05-1976    | Estland       | Ag2r Prévoyance |
| Franck Renier             | 11-04-1974    | Frankrijk     |                 |
| Didier Rous (tot 10-06)   | 18-09-1970    | Frankrijk     |                 |
| Matthieu Sprick           | 29-09-1981    | Frankrijk     |                 |
| Johann Tschopp            | 01-07-1982    | Zwitserland   | Phonak          |
| Thomas Voeckler           | 22-06-1979    | Frankrijk     |                 |

2000 · 2001 · 2002 · 2003 · 2004 · 2005 · 2006 · 2007 · 2008 · 2009 · 2010 · 2011 · 2012 · 2013 · 2014 · 2015 · 2016 · 2017 · 2018 · 2019 · 2020 · 2021 · 2022 · 2023 · 2024 · 2025
AG2R-La Mondiale · Astana · Bouygues Télécom · Caisse d'Epargne · Cofidis, Le Crédit par Téléphone · Crédit Agricole · Team CSC · Discovery Channel Pro Cycling Team · Euskaltel-Euskadi · La Française des Jeux · Team Gerolsteiner · Lampre - Fondital · Liquigas - Bianchi · Predictor-Lotto · Quick·Step - Innergetic · Rabobank · Saunier Duval - Prodir · Team Milram · T-Mobile Team · Unibet.com